# Front large (Costa Rica)
Pour les articles homonymes, voir Front large.
Le Front large (Frente amplio en espagnol) est un parti politique costaricien de la gauche démocratique représenté à l'assemblée nationale du Costa-Rica par le député José María Villalta.

## Histoire
José Merino del Río est le président fondateur du Front large jusqu'à sa mort en 2012 et premier député de la formation durant son mandat de 2006-2010. José María Villalta, porte-parole du parti, a été élu député en 2010 pour un mandat de 4 ans.  En 2013 il annonce sa candidature aux élections présidentielles 2014 au Costa-Rica.

## Idéologie
Le Front Ample est un des principaux opposants et critiques de ce qu'il appelle "les politiques de droites néo-libérales" menées par les derniers gouvernements du Parti de la libération nationale (PLN) et du Parti unité sociale-chrétienne (PUSC), partis qu'il considère corrompus et "au service des grandes oligarchies et des multinationales".
Selon son site internet, le Front Large, se base sur les principes idéologiques suivants : 
« Le Front Large est démocratique. Il promet de respecter l'ordre constitutionnel, en accord avec la démocratie représentative et défend les institutions de l'état social de droit. Il s'inscrit dans la lutte pour une démocratie élaborée dans tous les domaines, y compris la démocratie économique et culturelle. Il promeut un modèle de démocratie plus direct et participatif.
Le Front Large est progressiste. C'est une force transformatrice, une alternative réel au modèle néo-libéral centralisateur et exclusif. 
Le Front Large est patriote. Il défend les intérêts nationaux face à la globalisation de marque néolibérale.
Le Front Large est socialiste. Il lutte pour une société inclusive, égalitaire, prospère, cultivé et durable, une société qui s'appuie sur les valeurs de l'humanisme, des lumières et du socialisme : liberté, égalité, fraternité, solidarité, pluralité, justice sociale.
Le Front Large est féministe. Il rejette le système de domination sexiste et patriarcale. Il promeut l'égalité des sexes et la démocratie paritaire.
Le Front Large est éthique. Il incarne une rénovation morale et éthique de la vie politique, sur la base d'une lutte frontale  et inébranlable contre la corruption. L'adoption de principes de transparence et la redevabilité politique assure l'éthique pour la fonction publique. 
Le Front Large est "latinoamericaniste". Il consolide des liens avec les forces capables de donner un élan à la globalisation de la solidarité, et son action politique ne sera pas subordonnée à des dispositions d'organisations o d'états étrangers, il rejette notamment toute sorte d'imposition extérieur qui porterait atteinte à la souveraineté et l'indépendance de l'état costaricien ».

## Liste des dirigeants

### Président
- José Merino del Río (2004-2012)
- Álvaro Rojas Valverde (2012-2013)
- Antonio Ortega Gutiérrez (depuis 2013)

### Secrétaire général
- Enid González Rojas (2004-2009)
- Sonia Solís Umaña (2009-2013)
- William Ulloa Bonilla (2013-2017)
- Patricia Mora Castellanos (depuis 2017)

## Résultats électoraux

### Élections présidentielles
| Élection | Candidats           | Premier tour | Premier tour | Second tour | Second tour | Résultats |
| Élection | Candidats           | Voix         | %            | Voix        | %           | Résultats |
| -------- | ------------------- | ------------ | ------------ | ----------- | ----------- | --------- |
| 2010     | Eugenio Trejos      | 6 782        | 0,6          |             |             | 7e        |
| 2014     | José María Villalta | 354 479      | 17,25        |             |             | 3e        |
| 2018     | Edgardo Araya       | 15 937       | 0,8          |             |             | 8e        |
| 2022     | José María Villalta | 182 962      | 8.73         |             |             | 6e        |

### Élections législatives
| Année | Assemblée législative | Assemblée législative | Assemblée législative |
| Année | Votes                 | %                     | Sièges                |
| ----- | --------------------- | --------------------- | --------------------- |
| 2006  | 17 751                | 1,1                   | 1 / 57                |
| 2010  | 68 987                | 3,6                   | 1 / 57                |
| 2014  | 269 178               | 13,1                  | 9 / 57                |
| 2018  | 84 437                | 3,9                   | 1 / 57                |
| 2022  | 173 006               | 8,3                   | 6 / 57                |